# 8-Stunden-Rennen von Bahrain 2023

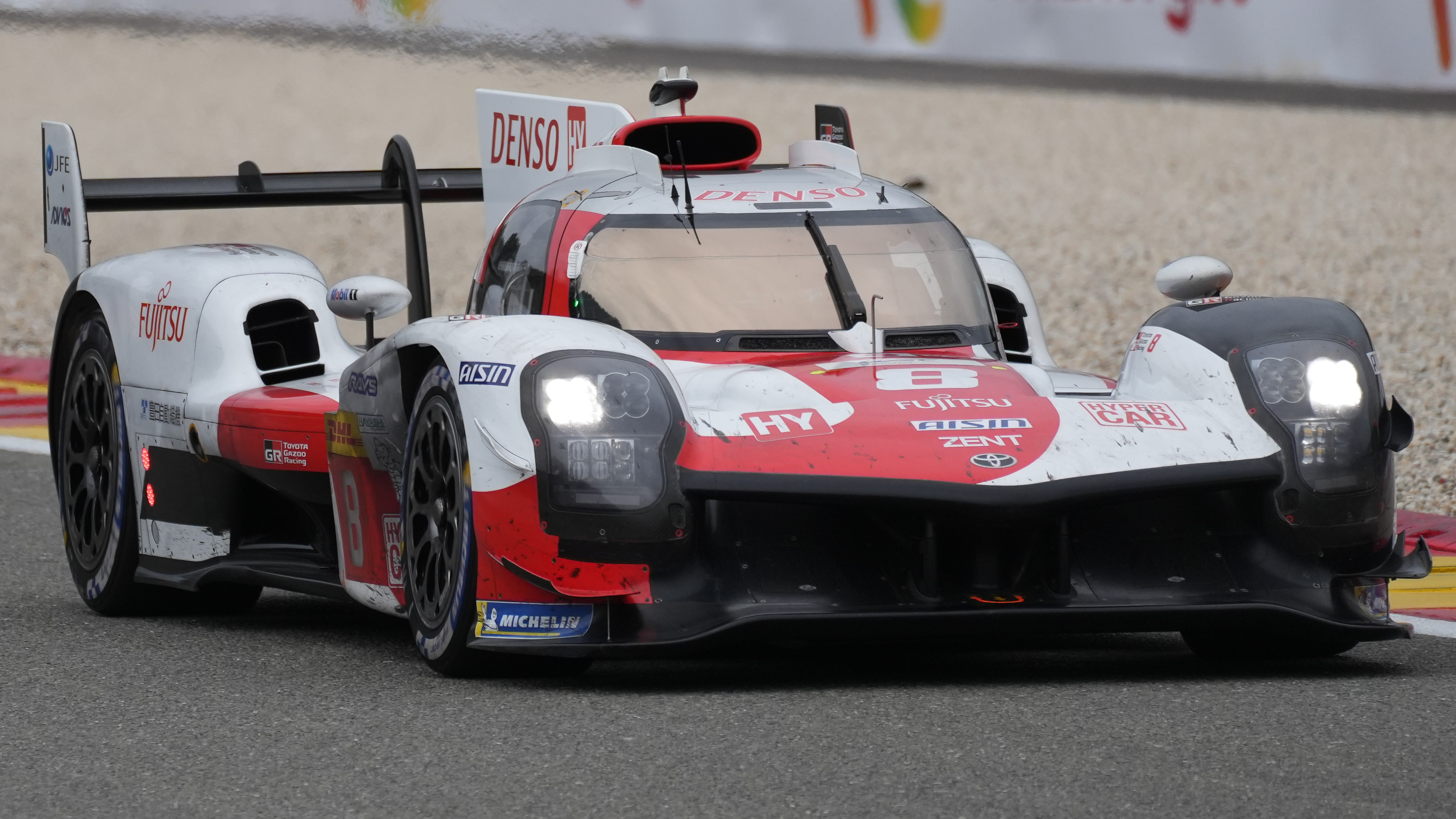
Toyota GR010 Hybrid mit der Startnummer 8, Siegerwagen von Sébastien Buemi, Brendon Hartley und Ryō Hirakawa, hier beim 6-Stunden-Rennen von Spa-Francorchamps 2023

Das 8-Stunden-Rennen von Bahrain 2023, auch TotalEnergies 8 Hours of Bahrain, fand am 4. November auf dem Bahrain International Circuit statt und war der siebte und letzte Wertungslauf der FIA-Langstrecken-Weltmeisterschaft dieses Jahres.

## Das Rennen
Mit dem Sieg beim letzten Saisonrennen gewannen Sébastien Buemi, Brendon Hartley und Ryō Hirakawa den Fahrertitel der FIA-Langstrecken-Weltmeisterschaft 2023 und wiederholten damit ihren Vorjahreserfolg. Für Buemi (2014, 2018/19, 2022 und 2023 jeweils für Toyota) und Hartley (2015 und 2017 für Porsche, 2022 und 2023 für Toyota) war es der vierte Fahrertitel, für Hirakawa (2022 und 2023) der zweite. Die Titelentscheidung fiel schon in der ersten Kurve nach dem Rennstart, als Earl Bamber den Bremspunkt in Turn 1 verpasste und den Toyota mit der Startnummer 7, gefahren von Mike Conway, im Heck berührte und umdrehte. Coway konnte weiterfahren, fiel aber an das Ende des Starterfeldes zurück. Bamber erhielt für sein Manöver eine 60-Sekunden-Stop-and-Go-Strafe. Dazu Pacal Vasselon, der technische Direktor von Toyota: „Unglaublich! Ist das Clubsport oder was. Schon in Fuji wurden unsere beiden Autos wurden von der Strecke geschoben. Und hier ist es dasselbe. Es ist wieder einmal absolut unprofessionell. Es ist wirklich traurig. Man kann auf den letzten fünf Metern blockierende Räder haben, ja, aber auf hundert Metern ist das unglaublichl. Irgendwann brauchen wir also einfach harte Strafen für Fahrer, die so etwas tun.“ Eral Bamber äußerte sich nach dem Rennen zum Vorfall: „Ich war recht zufrieden mit meiner Position, und dann bremste ich in der Mitte der Bremszone. Plötzlich blockierten beide Vorderräder, was wirklich seltsam ist. Dann habe ich die Bremsen gelöst und versucht, den beiden Toyotas auszuweichen, um sie nicht zu treffen. Ich konnte fast ausweichen, aber ich habe die #7 erwischt. Es ist wirklich schade, dass ich ihr Rennen beeinträchtigt habe. Ehrlich gesagt war es nur eine sehr leichte Berührung, aber ich habe die #7 gedreht. Ich fühle mich schlecht, weil ich das Rennen dieser Jungs beeinträchtigt habe.“ Während Buemi, Hartley und Hirakawa einen Gesamtsieg herausfuhren, erreichte der zweite Toyota noch den zweiten Endrang, wobei Mike Conway bei seinem ersten Stint (Fahrzeit zwischen zwei Boxenstopps) vom letzten auf den dritten Rang nach vorn fuhr. Hinter den beiden Toyotas gab es einen über die gesamte Renndistanz geführten Dreikampf der beiden AF-Corse-Ferrari 499P mit dem Jota-Porsche 963, den das Ferrari-Trio im Wagen mit der Startnummer 50 knapp für sich entschied. Mitentscheidend war eine Durchfahrtsstrafe, die António Félix da Costa erhielt, weil er nach einem Fahrfehler in der ersten Kurve zu schnell auf die Fahrbahn zurückkehrte und dabei ein nachfolgendes Fahrzeug behinderte.
Beide Toyota hatten kein problemloses Rennen. Der siegreiche Wagen hatte einen Kupplungsschaden. Die Kupplung ließ sich nicht mehr trennen, weshalb die Fahrer beim Wegfahren nach den Boxenstopps den Motoranlasser nicht betätigen konnten. Bei den letzten drei Stopps nutzen Ryō Hirakawa und Sébastien Buemi das Hybridsystem an der Vorderachse um anzufahren. Sie fuhren im zweiten Gang los, worauf der Verbrennungsmotor ansprang. Wie in  Portimão gab es beim Wagen mit der Nummer 7 ein Problem mit dem von der FIA breitgestellten Drehmomentsensor an der rechten hinteren Antriebswelle. Der Sensor hatte sich gelöst und Toyota setzte ein Back-up-System ein um die BOP an die Rennleitung zu übertragen. Allerdings bestand die Gefahr, dass der baumeldende Sensor den ganzen Kabelbaum abreist, was zum Ausfall des Wagens geführt hätte. Die Toyota-Teamleitung entschied sich gegen einen zusätzlichen Boxenstopp. Der Kabelbaum hielt.
In der LMP2-Klasse siegten Rui Andrade, Louis Delétraz und Robert Kubica im Team WRT-Oreca 07, die schon vor dem Rennen als Meisterschafts-Klassensieger feststanden. In Bahrain nahmen zum letzten Mal in der LMGTE-Rennfahrzeuge an einem Rennen der Weltmeisterschaft teil. Ab der 2024 werden neuentwickelte GT3-Wagen die Gran-Turismo-Klasse repräsentieren. Eine Premiere war der Klassensieg eines Damentrios. Sarah Bovy, Rahel Frey und Michelle Gatting gewannen im Porsche 911 RSR-19 die LMGTE-Klasse.

## Ergebnisse

### Schlussklassement
| 1           | LMH      | 8   | Toyota Gazoo Racing       | Sébastien Buemi Brendon Hartley Ryō Hirakawa                | Toyota GR010 Hybrid      | 249 |
| 2           | LMH      | 7   | Toyota Gazoo Racing       | Mike Conway Kamui Kobayashi José María López                | Toyota GR010 Hybrid      | 249 |
| 3           | LMH      | 50  | Ferrari AF Corse          | Antonio Fuoco Miguel Molina Nicklas Nielsen                 | Ferrari 499P             | 249 |
| 4           | LMH      | 38  | Hertz Team Jota           | António Félix da Costa Will Stevens Ye Yifei                | Porsche 963              | 249 |
| 5           | LMH      | 6   | Porsche Penske Motorsport | Kévin Estre André Lotterer Laurens Vanthoor                 | Porsche 963              | 248 |
| 6           | LMH      | 51  | Ferrari AF Corse          | James Calado Antonio Giovinazzi Alessandro Pier Guidi       | Ferrari 499P             | 248 |
| 7           | LMH      | 5   | Porsche Penske Motorsport | Dane Cameron Michael Christensen Frédéric Makowiecki        | Porsche 963              | 247 |
| 8           | LMH      | 94  | Peugeot TotalEnergies     | Loïc Duval Gustavo Menezes Nico Müller                      | Peugeot 9X8              | 247 |
| 9           | LMH      | 93  | Peugeot TotalEnergies     | Mikkel Jensen Paul di Resta Jean-Éric Vergne                | Peugeot 9X8              | 247 |
| 10          | LMH      | 99  | Proton Competition        | Gianmaria Bruni Harry Tincknell Neel Jani                   | Porsche 963              | 247 |
| 11          | LMH      | 2   | Cadillac Racing           | Earl Bamber Alex Lynn Richard Westbrook                     | Cadillac V-Series.R      | 246 |
| 12          | LMP2     | 41  | Team WRT                  | Rui Andrade Louis Delétraz Robert Kubica                    | Oreca 07                 | 238 |
| 13          | LMP2     | 31  | Team WRT                  | Robin Frijns Sean Gelael Ferdinand Habsburg                 | Oreca 07                 | 238 |
| 14          | LMP2     | 28  | Jota                      | Pietro Fittipaldi David Heinemeier Hansson Oliver Rasmussen | Oreca 07                 | 238 |
| 15          | LMP2     | 9   | Prema Racing              | Juan Manuel Correa Filip Ugran Bent Viscaal                 | Oreca 07                 | 238 |
| 16          | LMP2     | 63  | Prema Racing              | Mirko Bortolotti ---- Daniil Kwjat Doriane Pin              | Oreca 07                 | 237 |
| 17          | LMP2     | 34  | Inter Europol Competition | Albert Costa Fabio Scherer Jakub Śmiechowski                | Oreca 07                 | 237 |
| 18          | LMP2     | 36  | Alpine Elf Team           | Julien Canal Charles Milesi Matthieu Vaxivière              | Oreca 07                 | 237 |
| 19          | LMP2     | 23  | United Autosports         | Tom Blomqvist Oliver Jarvis Josh Pierson                    | Oreca 07                 | 237 |
| 20          | LMP2     | 22  | United Autosports         | Filipe Albuquerque Philip Hanson Frederick Lubin            | Oreca 07                 | 237 |
| 21          | LMP2     | 35  | Alpine Elf Team           | Olli Caldwell André Negrão Memo Rojas                       | Oreca 07                 | 236 |
| 22          | LMGTE-Am | 85  | Iron Dames                | Sarah Bovy Rahel Frey Michelle Gatting                      | Porsche 911 RSR-19       | 232 |
| 23          | LMGTE-Am | 777 | D'Station Racing          | Tomonobu Fujii Liam Talbot Casper Stevenson                 | Aston Martin Vantage AMR | 232 |
| 24          | LMGTE-Am | 98  | Northwest AMR             | Ian James Daniel Mancinelli Alex Riberas                    | Aston Martin Vantage AMR | 232 |
| 25          | LMGTE-Am | 54  | AF Corse                  | Francesco Castellacci Thomas Flohr Davide Rigon             | Ferrari 488 GTE Evo      | 232 |
| 26          | LMGTE-Am | 57  | Kessel Racing             | Esteban Masson Takeshi Kimura Daniel Serra                  | Ferrari 488 GTE Evo      | 232 |
| 27          | LMGTE-Am | 77  | Dempsey-Proton Racing     | Julien Andlauer Christian Ried Mikkel Pedersen              | Porsche 911 RSR-19       | 232 |
| 28          | LMGTE-Am | 33  | Corvette Racing           | Nicky Catsburg Ben Keating Nicolás Varrone                  | Chevrolet Corvette C8.R  | 231 |
| 29          | LMGTE-Am | 86  | GR Racing                 | Ben Barker Riccardo Pera Mike Wainwright                    | Porsche 911 RSR-19       | 231 |
| 30          | LMGTE-Am | 83  | Richard Mille AF Corse    | Luís Pérez Companc Alessio Rovera Lilou Wadoux              | Ferrari 488 GTE Evo      | 231 |
| 31          | LMGTE-Am | 56  | Team Project 1 – AO       | P. J. Hyett Gunnar Jeannette Matteo Cairoli                 | Porsche 911 RSR-19       | 230 |
| 32          | LMGTE-Am | 21  | AF Corse                  | Kei Cozzolino Franck Dezoteux Simon Mann                    | Ferrari 488 GTE Evo      | 229 |
| 33          | LMH      | 4   | Floyd Vanwall Racing Team | Ryan Briscoe Esteban Guerrieri Tristan Vautier              | Vanwall Vandervell 680   | 217 |
| Ausgefallen |          |     |                           |                                                             |                          |     |
| 34          | LMGTE-Am | 34  | ORT by TF                 | Ahmad Al Harthy Michael Dinan Charlie Eastwood              | Aston Martin Vantage AMR | 217 |
| 35          | LMP2     | 10  | Vector Sport              | Gabriel Aubry Ryan Cullen Matthias Kaiser                   | Oreca 07                 | 216 |
| 36          | LMGTE-Am | 60  | Iron Lynx                 | Matteo Cressoni Alessio Picariello Claudio Schiavoni        | Porsche 911 RSR-19       | 163 |

### Nur in der Meldeliste
Zu diesem Rennen sind keine weiteren Meldungen bekannt.

### Klassensieger
| Klasse   | Fahrer          | Fahrer          | Fahrer           | Fahrzeug            | Platzierung im Gesamtklassement |
| -------- | --------------- | --------------- | ---------------- | ------------------- | ------------------------------- |
| LMH      | Sébastien Buemi | Brendon Hartley | Ryō Hirakawa     | Toyota GR010 Hybrid | Gesamtsieg                      |
| LMP2     | Rui Andrade     | Louis Delétraz  | Robert Kubica    | Oreca 07            | Rang 12                         |
| LMGTE-Am | Sarah Bovy      | Rahel Frey      | Michelle Gatting | Porsche 911 RSR-19  | Rang 22                         |

### Hypercar-Balance-of-Performance
| Fahrzeug                      | Mindestgewicht | Max. Leistung | Max. Energiemenge pro Stint | Hybridboost ab                       | Handicap Nachtanken |
| ----------------------------- | -------------- | ------------- | --------------------------- | ------------------------------------ | ------------------- |
| Cadillac V-Series.R (LMDh)    | 1030 kg (- 7)  | 505 kW        | 894 Megajoule               | 0 km/h                               | 1,0 Sekunden        |
| Ferrari 449P (LMH)            | 1076 kg        | 505 kW        | 898 Megajoule               | 190 km/h                             | 1,2 Sekunden        |
| Glickenhaus SCG 007 LMH (LMH) | 1030 kg        | 520 kW        | 916 Megajoule               | –                                    | –                   |
| Peugeot 9X8 (LMH)             | 1038 kg        | 520 kW        | 907 Megajoule               | 135 km/h (trocken); 150 km/h (Regen) | 1,2 Sekunden        |
| Porsche 963 (LMDh)            | 1046 kg (- 7)  | 514 kW        | 909 Megajoule (+ 2)         | 0 km/h                               | 1,0 Sekunden        |
| Toyota GR010 Hybrid (LMH)     | 1080 kg        | 514 kW        | 907 Megajoule               | 190 km/h                             | 1,2 Sekunden        |
| Vanwall Vandervell 680 (LMH)  | 1030 kg        | 520 kW        | 903 Megajoule               | –                                    | –                   |

### Renndaten
- Gemeldet: 36
- Gestartet: 36
- Gewertet: 33
- Rennklassen: 3
- Zuschauer: unbekannt
- Wetter am Rennwochenende: trocken und warm
- Streckenlänge: 5,412 km
- Fahrzeit des Siegerteams: 8:01:25,300 Stunden
- Runden des Siegerteams: 249
- Distanz des Siegerteams: 1347,588 km
- Siegerschnitt: 167,95 km/h
- Pole Position: Brendon Hartley – Toyota GR010 Hybrid (#7) – 1:46,564
- Schnellste Rennrunde: Kamui Kobayashi – Toyota GR010 Hybrid (#7) – 1:50,139 = 176,900 km/h
- Rennserie: 7. Lauf zur FIA-Langstrecken-Weltmeisterschaft 2023